# Trigloporus lastoviza
Genre
Espèce
Synonymes
- Chelidonichthys lastoviza (Bonnaterre, 1788)

Trigloporus lastoviza, communément appelé Grondin  strié ou Grondin camard, est une espèce de poissons marins de la famille des Triglidae. D'après d'anciennes classifications, c'était la seule espèce du genre Trigloporus (monotypique).